# Cordia globifera
Cordia globifera là loài thực vật có hoa trong họ Mồ hôi. Loài này được W.W.Sm. mô tả khoa học đầu tiên năm 1914.